# Vincent Defrasne
Vincent Defrasne (* 9. März 1977 in Pontarlier) ist ein ehemaliger französischer Biathlet und Olympiasieger im Biathlon.

## Sportliche Laufbahn
In der Saison 1999/00 trat Vincent Defrasne zum ersten Mal im Biathlon-Weltcup in Erscheinung. Seine beste Gesamtweltcup-Platzierung erreichte er 2005/06 (6. Platz), sein erster Weltcupsieg gelang ihm am 7. Januar 2006 beim Sprintrennen in Oberhof. Bei Großereignissen war Vincent Defrasne bisher hauptsächlich mit französischen Staffeln erfolgreich. Bei den Biathlon-Weltmeisterschaften 2001 in Pokljuka gewann er Gold und bei den Weltmeisterschaften 2004 in Oberhof Bronze, bei den Olympischen Winterspielen 2002 in Salt Lake City ebenfalls Bronze.
Sein größter Erfolg ist der Gewinn der Goldmedaille in der Verfolgung bei den Olympischen Winterspielen 2006 in Turin. Im Zielsprint konnte sich Defrasne gegen den favorisierten Titelverteidiger Ole Einar Bjørndalen durchsetzen. Mit der französischen Staffel errang er zudem die Bronzemedaille. Bei den Biathlon-Weltmeisterschaften 2007 in Antholz gewann Defrasne die Silbermedaille in der Mixed-Staffel sowie Bronze in der Verfolgung. Zwei Jahre später gewann er bei den Biathlon-Weltmeisterschaften 2009 im südkoreanischen Pyeongchang die Goldmedaille mit der Mixed-Staffel.
Beruflich ist Defrasne bei der französischen Armee beschäftigt und wohnt noch in seinem Geburtsort Pontarlier. Sein Hobby ist, neben dem Sport, die Musik. Er ist verheiratet und hat einen Sohn.

## Biathlon-Weltcup-Platzierungen
Die Tabelle zeigt alle Platzierungen (je nach Austragungsjahr einschließlich Olympische Spiele und Weltmeisterschaften).
- 1.–3. Platz: Anzahl der Podiumsplatzierungen
- Top 10: Anzahl der Platzierungen unter den ersten zehn (einschließlich Podium)
- Punkteränge: Anzahl der Platzierungen innerhalb der Punkteränge (einschließlich Podium und Top 10)
- Starts: Anzahl gelaufener Rennen in der jeweiligen Disziplin
- Staffel: inklusive Mixed- und Single-Mixed-Staffeln

| Platzierung | Einzel | Sprint | Verfolgung | Massenstart | Staffel | Gesamt |
| ----------- | ------ | ------ | ---------- | ----------- | ------- | ------ |
| 1. Platz    | 1      | 1      | 1          |             | 4       | 7      |
| 2. Platz    |        |        | 1          | 2           | 4       | 7      |
| 3. Platz    | 1      |        | 2          |             | 11      | 14     |
| Top 10      | 7      | 20     | 27         | 12          | 56      | 122    |
| Punkteränge | 20     | 67     | 57         | 32          | 61      | 237    |
| Starts      | 34     | 105    | 72         | 33          | 62      | 306    |